# Farkas család (kisbarnaki)

A kisbarnaki Farkas család címere; kisbarnaki Farkas Ignác (1778-1839), balatonedericsi földbirtokosnak a címeres viaszpecsétje (kelt: 1792. június 24.)

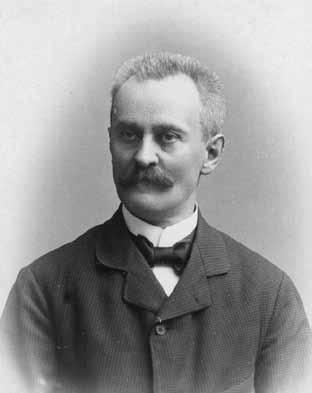
Kisbarnaki Farkas Gyula (1847–1930) matematikus, fizikus, a Magyar Tudományos Akadémia rendes tagja

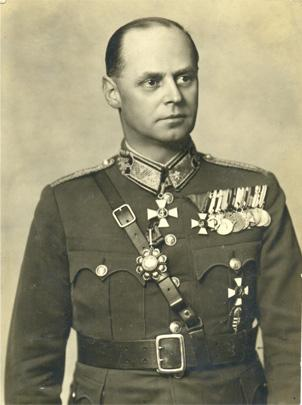
vitéz kisbarnaki Farkas Ferenc (1892–1980) magyar katonatiszt, cserkészvezető, a Ludovika Akadémia parancsnoka

A kisbarnaki Farkas család ősrégi dunántúli nemesi család, amely Zala-, Vas- és Veszprém vármegyében virágzott.

## A család története
A kisbarnaki Farkas család 1531-ben Veszprém megyében az ottani Barnagon hat puszta, négy szegény és négy ép porta után adózott ahonnan a nemesi előnevét "kisbarnaki" vette fel. A család megnemesítésének az eredete az eddig feltárt források alapján ismeretlen; valószínűleg egy leágazása lehetett az Anjou-korban nemesített határőri szolgálatot teljesítő Vas megyei alsóeőri Farkas családnak. A török elől Zala vármegyébe menekültek Veszprém vármegyéből, az ottani Barnak neve után az előnevük módosult. Farkas Tamás, földbirtokos feleségül vette kaposmérei Mérey Katalint, akinek a szülei kaposmérei Mérey János (fl. 1507–1537), földbirtokos és fajszi Fajszy Sára voltak. Farkas Tamás és Mérey Katalin fia Farkas Gábor; Vas vármegyében 1633-ban Bucsuban özvegy kisbarnaki Farkas Gáborné hosszútóthi Hosszútóthy Dorottya lakott, akinek a szülei Hosszútóthy Sebestyén (fl. 1549), földbirtokos és Ivánczy Anna voltak. Farkas Gáborné Hosszútothy Dorottya fia, kisbarnaki Farkas Mihály, földbirtokos, aki feleségül vette a zicsi Zichy család köznemesi ágából való zicsi és zajki Zichy Dorottya (fl. 1624) kisasszonyt. Farkas Mihályné Zichy Dorottya szülei zicsi és zajki Zichy Mihály (fl. 1583–1641), Sopron vármegyei szolgabíró, 1635-től Vas vármegye alispánja, földbirtokos, és domölki Dömölky Katalin voltak. Az apai nagyszülei zicsi Zichy György (fl. 1548–1604), Moson és Vas vármegye alispánja, földbirtokos és asszonyfalvi Ostffy Anna (fl. 1527–1558) voltak.
Farkas Mihály és zicsi és zajki Zichy Dorottya fia, kisbarnaki Farkas Gábor (fl. 1673), földbirtokos, akinek nejétől rábahídvégi Horváth Anna (fl. 1705) asszonytól született három leánygyermeke: kisbarnaki Farkas Katalin, akinek a férje a felsőeőri Bertha családból való felsőeőri Bertha György, földbirtokos, kisbarnaki Farkas Erzsébet, előbb nemes Somogyi Mihályné, majd nemes Tóth Jánosné, valamint kisbarnaki Farkas Judit (fl. 1687–1702), akinek a férje a nemesi származású Foky családból való nemes Foky János (fl. 1696–1729), Vas vármegye alispánja 1724 és 1729 között, zalai és vasi földbirtokos, a keszői vár kuruc kapitánya, Károlyi Sándor bizalmas embere. Kisbarnaki Farkas Judit és Foky János alispán több gyermeke született; ezek között szerepelt: Foky Benedek (1697–1753) vasvári olvasókanonok, tatai apát. és Foky Judit (1700–?), akinek a férje nemes Sümeghy Mihály (fl. 1716–1727), Zala vármegye főjegyzője, földbirtokos. Kisbarnaki Farkas Gábor és rábahídvégi Horváth Anna frigyéből 5 fiúgyermek is született: Farkas János, Farkas Mihály, rábahídvégi, Farkas Sándor, andrásfai földbirtokosok, valamint kisbarnaki Farkas Miklós (1660–1705), és kisbarnaki Farkas Gábor (†1735), aki két külön ágat alapított.

### Miklós ága
Kisbarnaki Farkas Miklós (1660–1705), rábahídvégi földbirtokos, Farkas Gábor és rábahídvégi Horváth Anna fia, feleségül vette madocsányi Madocsányi Borbála (†1714) kisasszonyt, akinek a szülei Madocsányi Miklós és Rabby Judit voltak. Farkas Miklós és Madocsányi Borbála fia, kisbarnaki Farkas László (1696–1747), aki Balatonedericsen földbirtokos volt és nemes Baka Máriát bírta nőül. Farkas László és Baka Mária házasságából 7 gyermek született azonban csak kisbarnaki Farkas Antal (1730–1807) vitte tovább a családot. A család elszegényedett a következő években és ennek következtében Farkas Antal a veszprémi Apácatornára költözött ahol nejével nemes Gőgös Évával és gyermekeivel lakott. Farkas Antal és Gőgös Éva fia kisbarnaki Farkas János (1769–1822), a gróf Zichy család súri uradalmi ispánjaként szolgált. Farkas János nejétől Fiber Annától született fia kisbarnaki Farkas Ferenc (1820–1882), aki az Esterházy grófok uradalmi jószágigazgatója volt; Réden uradalmi tiszttartó. Farkas Ferenc 1846. június 7-én Lepsényen feleségül vette Hoffmann Cecíliát (1826–1907), Hoffmann István uradalmi kasznár és Vitmáier Rozália lányát, majd a család majd később Győrbe költözött. Farkas Ferenc és Hoffmann Cecília egyik fia, kisbarnaki Farkas Gyula (1847–1930) matematikus, fizikus, a Magyar Tudományos Akadémia rendes tagja. A magyarországi alkalmazott matematika és elméleti fizika jelentős alakja. Farkas Gyulának nem voltak leszármazottjai.
A családot tovább vitte kisbarnaki Farkas Ferenc (1849–1937), százados, kismartoni jegyző, Farkas Ferenc és Hoffmann Cecília másik gyermeke. Farkas Ferenc Pozsonyban 1887. szeptember 9-én feleségül vette potyondi és csáfordi Pottyondy Gizella (1864–1921) kisasszonyt, akinek a szülei dr. Pottyondy Ágoston (1835–1905), ügyvéd és Grohmann Mária (1840–1918) voltak. Farkas Ferenc és Pottyondy Gizella frigyéből született: kisbarnaki Farkas Mária (1888–1962), akinek a férje Keller Jenő (1876–1943) járásbírósági alelnök, dr. Kisbarnaki Farkas Gyula (1894-1958) egyetemi tanár, kisbarnaki Farkas Irén (1896-1955) kisasszony, tanárnő, valamint vitéz kisbarnaki Farkas Ferenc (1892–1980) magyar katonatiszt, cserkészvezető, a Ludovika Akadémia parancsnoka. Ő volt a Horthy által alapított Vitézi rend harmadik főkapitánya. Farkas Ferenc 1920. június 16-án Kemenesmagasin feleségül vette szögteleki Vimmer Jolánt (1899–1964), akinek a szülei szögteleki Vimmer Lajos, a herceg Hohenlohe-féle uradalmak intézője és Jaklits Anna voltak. A menyasszony apai nagyszülei idősebb Vimmer Lajos (1812–1893), a primási uradalmak főszámvevője és Einczinger Borbála (1836–1901) voltak. A menyasszony anyai nagyapja Jaklitsch Károly, a gróf Breuner uradalmi intézője. Farkas Ferenc és Wimmer Jolán frigyéből két gyermek született: kisbarnaki Farkas Éva (1921–1965), akinek a férje potyondi és csáfordi Pottyondy László (1915–1951) repülő százados, valamint kisbarnaki Farkas Ferenc (1924–1944) hadnagy.
Vitéz kisbarnaki Farkas Ferenc fivére, dr. Kisbarnaki Farkas Gyula (1894-1958) egyetemi tanár, tovább vitte a családot. Első neje Ilg Ilona, akitől Berlinben született fia kisbarnaki Farkas Benedek (1929–1984), akinek gyermekei Niko von Farkas (1953–) és Michael von Farkas (1955–) Németországban élnek. Második neje Prinz Ilse, akitől szintén Berlinben született a lánya kisbarnaki Farkas Ildikó (1937–[[2017]g).

### Gábor ága
Kisbarnaki Farkas Gábor (†1735), zalai főszolgabíró, földbirtokos, Farkas Gábor és rábahídvégi Horváth Anna fia feleségül vette dávodi Bakó Judit kisasszonyt, akinek a szülei dávodi Bakó Farkas, földbirtokos és Gyana Katalin voltak. Farkas Gábor és Bakó Judit frigyéből 4 leánygyermek született: nemes Bek Sándorné kisbarnaki Farkas Erzsébet, kisbarnaki Farkas Anna, akinek a férje hertelendi Hertelendy Zsigmond (1705–1760), földbirtokos, zalabéri Horváth Lászlóné kisbarnaki Farkas Judit, prosznyákfalvi Prosznyák Jánosné kisbarnaki Farkas Krisztina. Másrészt Farkas Gábor és Bakó Judit házasságából 4 fiúgyermek született: kisbarnaki Farkas János (1726–1787), huszárkapitány, balatonedericsi földbirtokos, kisbarnaki Farkas Sándor (†1766) somogyi főszolgabíró, nagybajomi földbirtokos, kisbarnaki Farkas Gábor (1730–1783) vasi szolgabíró, vönöcki földbirtokos, valamint kisbarnaki Farkas József (†1768), osztopáni lakos.
Kisbarnaki Farkas János (1726–1787), huszárkapitány, balatonedericsi földbirtokos feleségül vette szirmabesenyői Szirmay Johanna (1747–1787) kisasszonyt, akinek a szülei Szirmay László (†1776), Zemplén vármegye alispánja, királyi tanácsos, földbirtokos és okolicsányi Okolicsányi Terézia voltak. Kisbarnaki Farkas Jánosné Szirmay Johanna anyai nagyszülei okolicsányi Okolicsányi László alispán, királyi tanácsos, földbirtokos és Stansith Horváth Anna voltak. Farkas János és Szirmay Johanna frigyéből született: kisbarnaki Farkas Terézia (1769–1805), akinek a férje kaposmérei Mérey János (1762–1805), földbirtokos, kisbarnaki Farkas László (1774–1832), esküdt, balatonedericsi földbirtokos, valamint kisbarnaki Farkas Ignác (1778–1839), balatonedericsi földbirtokos, aki Zalahalápon 1808. október 22-én feleségül vette a bocsári Svastits családból való bocsári Svastics Jozefa (1780–1819) özvegyasszonyt; Svastics Jozefa első férje várbogyai és nagymádi Bogyay Ignác (1778-1805), földbirtokos volt. Svastics Jozefa szülei bocsári Svastits Antal (1748-1797), földbirtokos, és vizeki Tallián Magdolna (1756-1824) voltak; az anyai nagyszülei vizeki Tallián László (1729–1774), földbirtokos, és nagyatádi Czindery Mária voltak. Bogyay Ignáctól született Svastits Jozfa fia várbogyai és nagymádi Bogyay Lajos (1803–1875), császári és királyi kamarás, Zala vármegye megyefőnöke 1849 és 1860 között, a Ferenc József-rend és a Vaskoronarend vitéze, földbirtokos volt. Kisbarnaki Farkas Ignác és Svastits Jozefa fia, kisbarnaki Farkas Benjamin Károly (1812-1871), táblabíró, zalai szolgabíró, földbirtokos, aki feleségül vette Táplánszentkereszten 1847. május 16-án egervári Egerváry Amália (1828-1884) kisasszonyt, akinek a szülei Egerváry Kristóf (1774–1845), földbirtokos és Ekker Rozália (1793–1829) voltak. Farkas Benjamin Károly a reformkorban konzervatív politikus volt, és fivére Bogyay Lajos, illetve Rumy Károly és Forintos György mellett tevékenykedett. 1844. június 10–e és 1849. október 31-e között a szántói járás alszolgabírójaként szolgált. Az 1848-as szabadságharc leverése után 1849. november és 1854. március 30-a között a nagykanizsai járás császári és királyi főbírója (főszolgabíró) volt. Farkas Károly és Egerváry Amália egyetlenegy gyermeke: kisbarnaki Farkas Melánia (1853–1901), akit Köveskálon 1872 március 8-án feleségül vett turiki Thuránszky Károly (1845–1905), huszár főhadnagy. Thuránszky Károlyné kisbarnaki Farkas Melaniával kihalt az ága a családnak.
Kisbarnaki Farkas Sándor (†1766) somogyi főszolgabíró, nagybajomi földbirtokosnak az első felesége toposházi Topos Róza, akinek a szülei Topos Zsigmond, földbirtokos és Babócsay Katalin voltak. Nejétől született fia kisbarnaki Farkas János (1757–1822), földbirtokos, akinek a neje sághi Sághy Erzsébet. Farkas Sándor és Topos Róza frigyéből több leánygyermeke is: kisbarnaki Farkas Katalin, akinek a férje szentkirályszabadjai Márffy János (1731–1801), Somogy vármegye főügyésze, földbirtokos, kisbarnaki Farkas Julianna (1748–1804), akinek a férje nagyalásonyi Barcza Zsigmond (1738–1820), földbirtokos, és kisbarnaki Farkas Judit (1752–?), akinek az első férje muzsaji Dóczy Imre, a másodikvárbogyai és nagymádi Bogyay Péter (1751-1785), majd a harmadik férje nemes Balla Antal. Dóczy Imre és kisbarnaki Farkas Judit lánya a híres muzsaji Dóczy Terézia (1776–1842) költőnő volt.
Kisbarnaki Farkas Gábor (1730–1783) vasi szolgabíró, vönöcki földbirtokos, kisbarnaki Farkas Gábor és dávodi Bakó Judit fia, feleségül vette a jáprai Spissich családnak a sarját, a sümegi születésű Spissich Anna kisasszonyt, akinek a szülei jáprai Spissich Sándor (1706–1759), Sopron vármegye főszolgabírája, földbirtokos és forintosházi Forintos Katalin voltak. Farkas Gáborné Spissich Anna fivére jáprai Spissich János (1745–1804) Zala vármegye alispánja, a magyar jakobinus mozgalom tagja, a "A jó tanácshoz" ("Boni Consilii") címzett szabadkőműves páholy főmestere. Farkas Gábor és Spissich Anna frigyéből több gyermek született: az agglegény kisbarnaki Farkas Ferenc (1771–1849), táblabíró, zalai szolgabíró, földbirtokos, valamint kisbarnaki Farkas Gábor (1767–1845), huszár kapitány, földbirtokos, aki Téten, 1804. október 9-én feleségül vette kisfaludi Kisfaludy Anna Terézia (1778–1860) kisasszonyt, akinek a szülei Kisfaludy Mihály (1743–1825) győri szolgabíró, és nemes Sándorffy Anna (1755–1788) voltak. Farkas Gáborné Kisfaludy Terézia fivérei: Kisfaludy Sándor (1772–1844) magyar költő, császári katonatiszt. A Magyar Tudományos Akadémia tiszteleti és a Kisfaludy Társaság rendes tagja, valamint Kisfaludy Károly.
Kisbarnaki Farkas József (†1768), osztopáni lakos, kisbarnaki Farkas Gábor és dávodi Bakó Judit fia, Vámoscsaládon, 1757. március 24-én vette el szentkirálszabadjai Márffy Anna (1735–1804) kisasszonyt, akinek a szülei Márffy József, földbirtokos és vizeki Tallián Rozália voltak; Márffy Józsefné Tallián Rozália szülei vizeki Tallián Ádám, királyi tanácsosi, Zala vármegye alispánja 1717 és 1719 között, és eörményesi Fiáth Borbála voltak. Farkas József és Márffy Anna házasságából született: kisbarnaki Farkas Terézia (1765–1834), akinek a férje párisi és nagybácsi Bátsmegyey Károly, kisbarnaki Farkas Rozália, akinek a férje párisi és nagybácsi Bátsmegyey János, királyi testőr, földbirtokos, kisbarnaki Farkas Julianna, akinek a férje nemes Hermann István, kapitány, ügyvéd, kisbarnaki Farkas Anna (1761–1806), akinek a férje edvi Illés Ferenc (1752–1812), Sopron vármegye alispánja, földbirtokos, kisbarnaki Farkas Judit, akinek a férje osztopáni Siklóssy János, és kisbarnaki Farkas Erzsébet, akinek a férje nemes Szabó István volt. Farkas József és Márffy Anna házasságából csak egy fiúgyermek született: kisbarnaki Farkas Ignác (1764–1799), akinek a neje nemes Wlassics Éva lett; mivel nem maradt meg leszármazott, ezzel kihalt az ő ága a családnak.

## A család címere
Címere: kék pajzsban zöld mezőn zöldlombos pálmafa alatt jobbról ágaskodó farkas, balról álló oroszlán. Sisakdísz: a koronából kinövő, jobbjával török fővel tűzött kardot tartó jobbra fordult arany oroszlán. Takaró: kék-arany, vörös-ezüst.

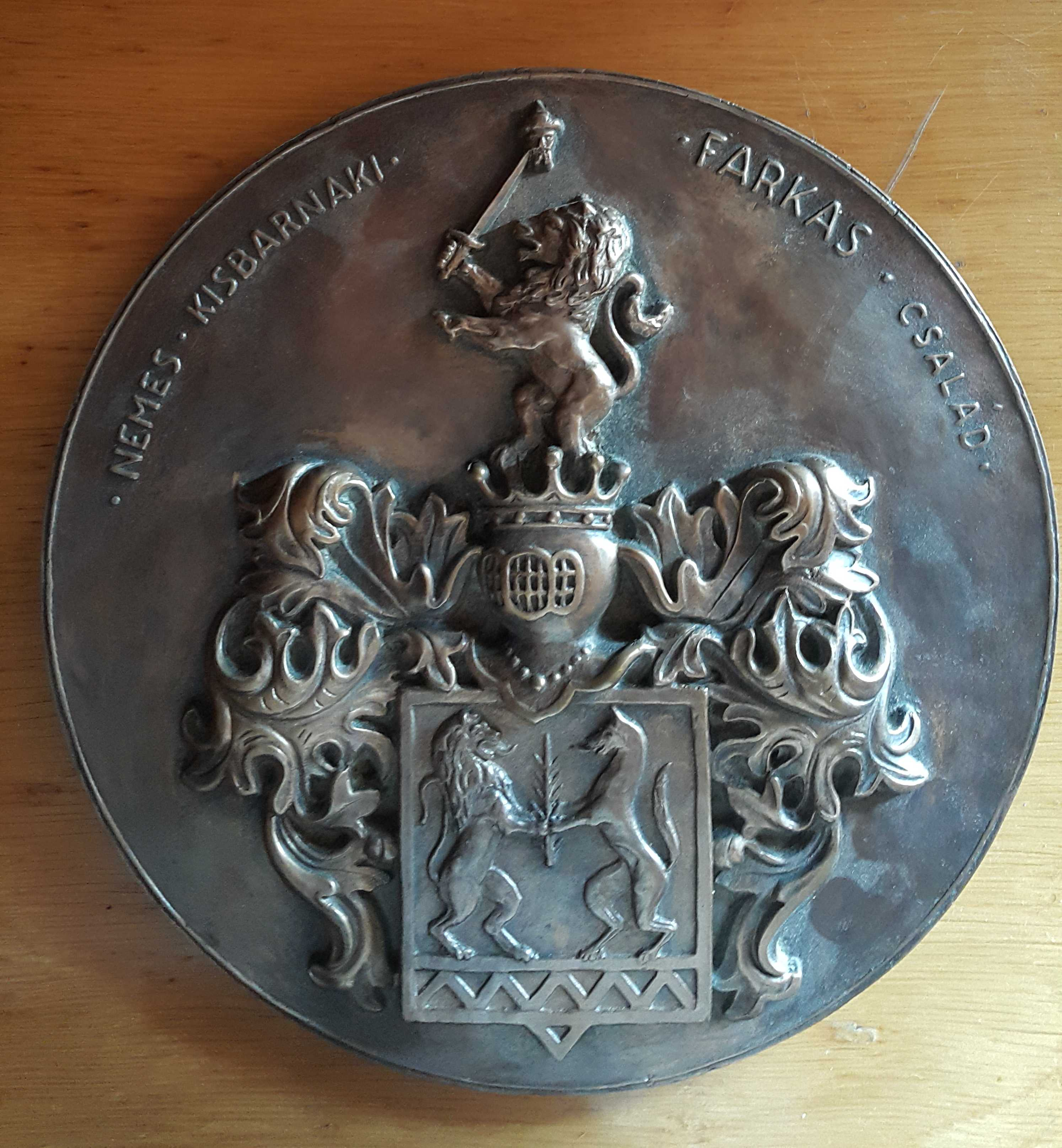
Farkas címer (egy örökségből származó agyag címerről készített másolat)

## A család kiemelkedőbb tagjai
- kisbarnaki Farkas Benjamin Károly (1812–1871), reformkori konzervatív politikus, 1849. november és 1854. március 30-a között a nagykanizsai járás császári és királyi főbírója (főszolgabíró), földbirtokos.
- kisbarnaki Farkas Gyula (1847–1930) matematikus, fizikus, a Magyar Tudományos Akadémia rendes tagja
- dr. kisbarnaki Farkas Gyula (1894–1958) egyetemi tanár.
- vitéz kisbarnaki Farkas Ferenc (1892–1980) magyar katonatiszt, cserkészvezető, a Ludovika Akadémia parancsnoka.